# 臺中環線

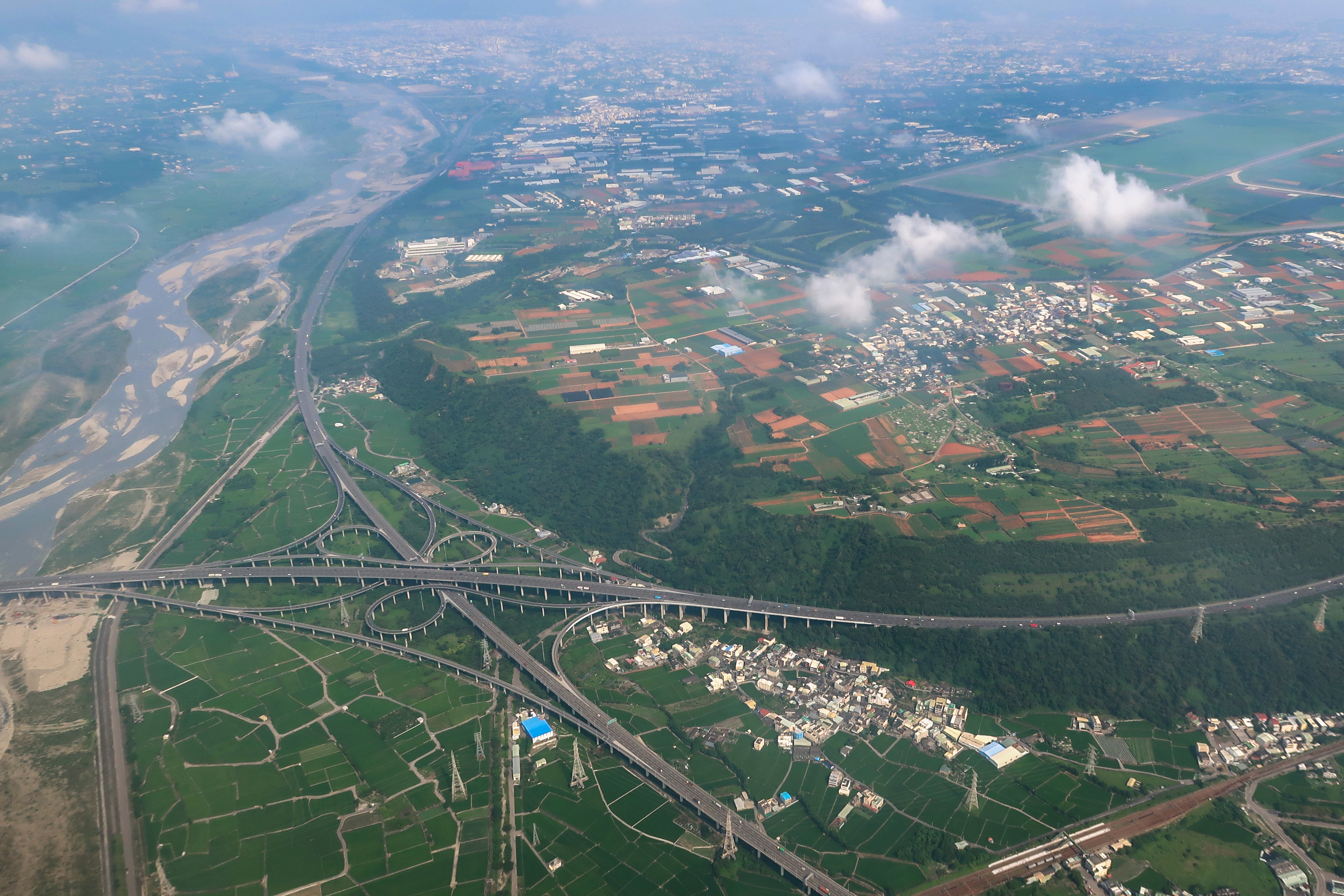
台中環線（圖為中港系統交流道）

臺中環線是一項區域交通計畫，臺中市政府計畫將國道四號、國道三號、台74線、台61線成為環繞臺中市路網，約可分為：
- 內環：由台74線與國道三號和美、霧峰段組成，環繞市區、屯區
- 外環：由國道三號海線與國道四號組成，環繞海線、山線

並且興建東勢聯絡道（東勢豐原生活圈快速道路，興建中），將山城四區納入台中高速交通路網。
後期則規劃國道四號由清水端延伸至臺中港銜接台61線。以建構完整之臺中外環線。